# Páni z Rýzmburka
Rýzmburkové (též páni z Oseka a Rýzmburka, z Riesenburka, německy von Osek und Riesenburg) byli český šlechtický rod původem ze severních Čech. Byli hlavní větví jednoho z nejstarších českých rodů nazývaných podle hrábí v erbu Hrabišici.

## Předkové

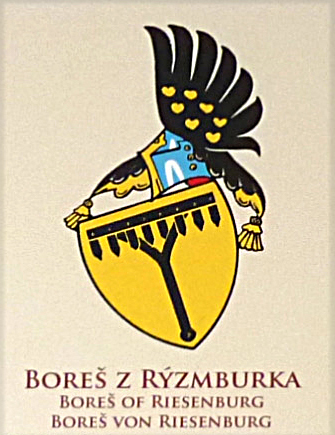
Osobní erb Boreše z Rýmburka

Praotcem Hrabišiců měl být jistý Všebor, zmiňovaný ve starých českých kronikách, který žil v první polovině 11. století. Jeho syn Kojata byl kastelánem na hradě Bílině. Během 12. a 13. století získali příslušníci tohoto rodu statky v kraji bílínském, okolo Oseka a na Loketsku. Někteří z nich zastávali úřad nejvyššího komorníka. Slavek I., který založil Osecký klášter, měl syny Hrabiše a Bohuslava. Z Bohuslavových synů se starší Slavek dal na církevní dráhu, stal se oseckým opatem a později i nominálním biskupem pruským, údajně absolvoval dvě misijní cesty do Prus. Mladší syn Boreš II. vybudoval nad Osekem hrad Rýzmburk. Původně snad šlo o královský hrad, jehož byl kastelánem a který získal do dědičného držení. Podle hradu pak rod měl své jméno.

## Dějiny rodu

### Zakladatel rodu
Boreš II., který se jako první psal z Rýzmburka, vybudoval rozsáhlé panství a zařadil se mezi nejmocnější muže v zemi. Za Václava I. byl v roce 1238 nejvyšším maršálkem. Při vzpouře kralevice Přemysla, budoucího krále Přemysla Otakara II., proti jeho otci (v letech 1248–1249) zůstal na straně krále a po potlačení vzpoury byl odměněn funkcí nejvyššího komorníka. Funkci si udržel až do Václavovy smrti. Když nastoupil Přemysl Otakar II. na trůn, zbavil Boreše tohoto úřadu a dokonce ho nakrátko uvěznil. V dalších letech se zřejmě jejich vztahy urovnaly, Boreš provázel krále na křížové výpravě do Pruska (1254–1255) a v roce 1260 se zúčastnil Přemyslovy vítězné bitvy u Kressenbrunnu. Jak se však postupně zhoršovaly vztahy krále a české šlechty, přidal se Boreš na stranu opozice a spolu se Závišem z Falkenštejna se postavil do čela otevřeného odboje. Král však odboj potlačil, Boreš byl zatčen a buď popraven, nebo zemřel ve vězení. Jeho synové Slavek a Bohuslav zemřeli poměrně brzy, za jeho vnuka Boreše pak spravoval rýzmburské statky příbuzný Fridrich ze Šumburka.

### Rýzmburkové ve 14. století
V dalších generacích se téměř výhradně vyskytují jména Boreš a Bohuslav (může jít i o totéž jméno), jen občas Slavek, takže z pramenů nelze vždy určit, o koho se jedná. Až do doby Karla IV. se do veřejného života Rýzmburkové příliš nezapojovali. V roce 1354 bratři Boreš starší a Slavek získali od Karla IV. právo svobodného horního podnikání na svých statcích. Boreš působil i na královském dvoře, byl dvorským sudím a v letech 1367–1378 hejtmanem České falce. Často také doprovázel Karla IV. na jeho cestách. Za Václava IV. byli páni z Rýzmburka na straně panské jednoty. Jeden z Borešů patřil k jejím dosti aktivním členům a po smíru, vyhlášeném v roce 1396, se stal členem královské rady. Patřil k pánům, kteří na zasedání rady 11. června 1397 na Karlštejně povraždili královy oblíbence.

### Úpadek rodu
Další Borešové pak postupně ztráceli majetek, měli časté soudní spory a dokonce se uchylovali k loupežným přepadům, za což přišli roku 1415 o důležitý hrad Přimdu, odkud tyto akce vedl jejich purkrabí Tista. Zchudli natolik, že jeden z příslušníků rodu se dle kroniky Bartoška z Drahonic zúčastnil bitvy u Lipan v řadách plzeňského landfrýdu „opěšalý a chudý“. Rýzmburkové i tak zůstali členy panského stavu, ale ztrátu jejich postavení dokumentuje fakt, že při volbě Jiřího z Poděbrad za zemského správce v roce 1452 je jistý Boreš jmenován téměř na konci seznamu. Poslední známý doklad z dějin rodu je z roku 1528. Rod v mužské linii vyhasl Janem Borešem z Rýzmburka a Oseka.

## Erb
Jako u všech Hrabišiců byly základem jejich erbu hrábě. Původní barvy nejsou dochovány, uvádějí se černé hrábě ve stříbrném či zlatém poli, či zlaté hrábě v červeném poli. Ve 14. století si Rýzmburkové přidali dvě pole se lvem. Čtvrcený erb má v prvním a čtvrtém zeleném (případně. stříbrném) poli červeného lva, ve druhém a třetím zlatém poli černé hrábě. Na helmě je nasazen černý klobouk s kohoutími (pavími) pery s černo-zlatým krytím vpravo a červeno-zlatým vlevo. Štít s červenými hráběmi drží dvě zlaté vpřed hledící lvice.

## Majetek

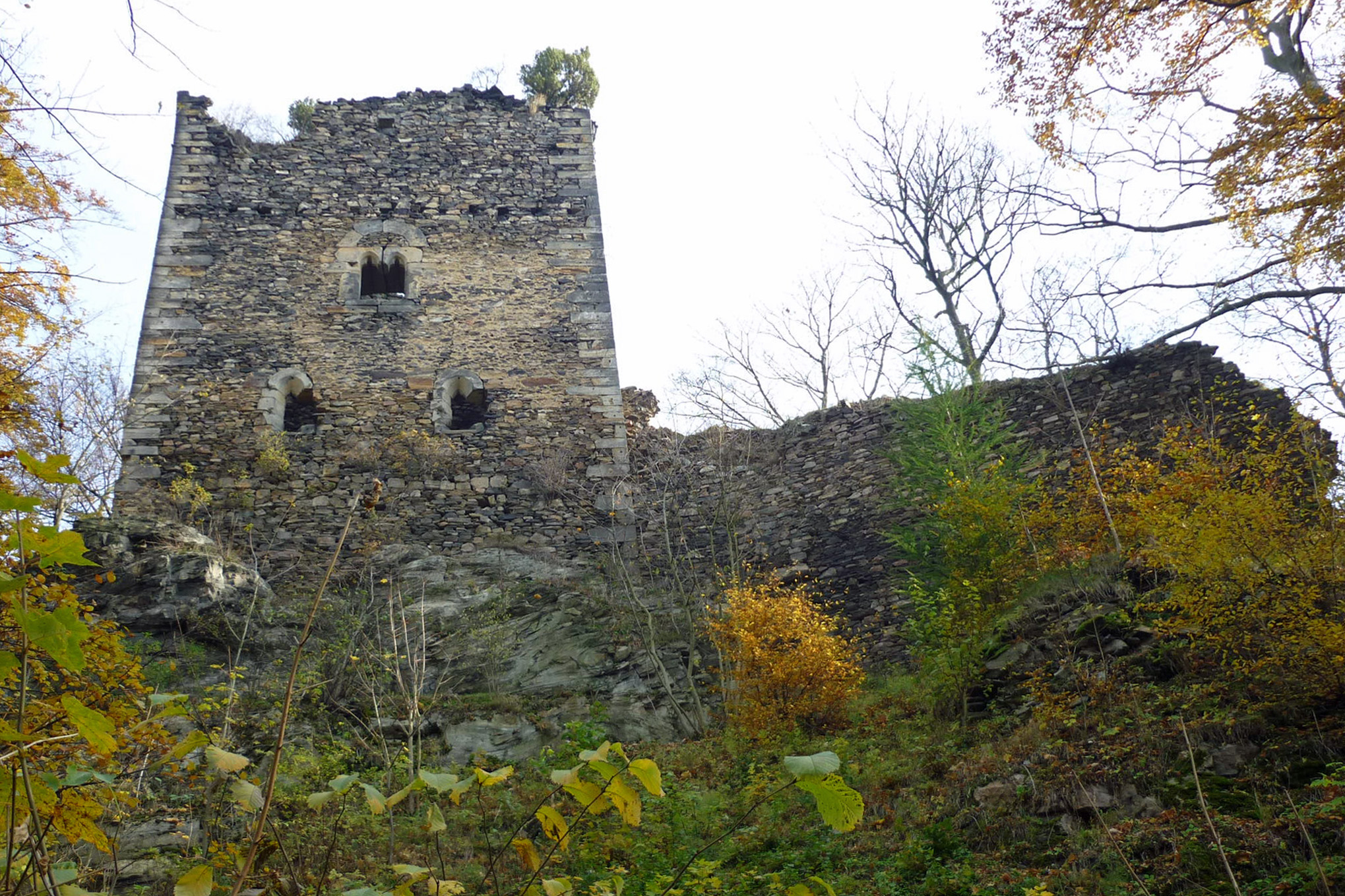
Hrad Rýzmburk v Oseku

Ve 13. století bylo rýzmburské panství velmi rozsáhlé, ale od konce 14. století byly jednotlivé statky postupně rozprodávány a rod značně zchudl. Základnou rodu byl hrad Rýzmburk, zvaný též Osek, který Rýzmburkové drželi do roku 1398, kdy ho spolu s Duchcovem prodali míšeňskému markraběti Vilémovi. Zakladatel rodu Boreš měl kromě Oseka, Duchcova a Krásna velké majetky i na Moravě, např. Moravskou Třebovou či hrad Hoštejn. Postavil pravděpodobně i hrad Kostomlaty, který jeho potomci prodali v roce 1333. V roce 1307 získali Rýzmburkové panství Sayda a Boršenštejn v Podkrušnohoří jakožto léno míšeňských markrabat. V polovině 14. století drželi Boreš a Slavek také Bečov, Bochov a Žlutice. Boreš držel též Štědrý hrádek, od Karla IV. obdržel Žandov a roku 1373 koupil panství kynžvartské, na němž založil hrad Boršegrýn. Koncem 14. století byla prodána jak míšeňská léna, tak Kynžvartsko s Boršegrýnem. Před rokem 1402 založil jeden z Boršů hrad a město Andělskou horu. Spravoval též Přimdu, o niž však Rýzmburkové kvůli loupežné činnosti přišli.